# Frank Luke
Frank Luke Jr. (19 de maio de 1897 — 29 de setembro de 1918) foi um aviador militar americano que voou pelo Serviço Aéreo do Exército dos Estados Unidos de 1917 a 1918. Durante a Primeira Grande Guerra, foi o segundo ás da aviação com maior número de vitórias aéreas (18) pelos Estados Unidos, atrás apenas do capitão Eddie Rickenbacker (26). Frank Luke foi o primeiro aviador americano a receber a Medalha de Honra do Congresso.